# Olijffamilie
De olijffamilie (Oleaceae) is een familie van tweezaadlobbige houtige planten. Het zijn bomen en heesters, maar ook lianen. De familie komt wereldwijd voor, met een concentratie in Oost-Azië.
De olijfboom (Olea europaea) is economisch belangrijk vanwege zijn olijven en olijfolie. Fraxinus levert hard, sterk maar elastisch hout. Meerdere geslachten, zoals jasmijn, sering, chinees klokje en liguster, bevatten gewaardeerde sierplanten.
In Nederland komen de volgende vijf geslachten voor:
- Forsythia - als sierplant
- Es (Fraxinus)
- Jasmijn (Jasminum) - veel aangeplant
- Liguster (Ligustrum)
- Syringa - als sierheester in cultuur, ook verwilderd

De volgende soorten hebben een artikel:
- Smalbladige es (Fraxinus angustifolia)
- Es (Fraxinus excelsior)
- Pluimes (Fraxinus ornus)
- Winterjasmijn (Jasminum nudiflorum)
- Arabische jasmijn (Jasminum sambac)
- Wilde liguster (Ligustrum vulgare)
- Olijfboom (Olea europaea)
- Sering (Syringa vulgaris)
- Osmanthus fragrans
- Picconia azorica
- Picconia excelsa

De familie telt ruim 600 soorten in 24 geslachten. Naast de al genoemde zijn dat: Abeliophyllum, Chionanthus, Comoranthus, Fontanesia, Forestiera, Haenianthus, Hesperelaea, Linociera, Menodora, Myxopyrum, Nestegis, Noronhia, Notelaea, Nyctanthes, Olea, Osmanthus, Phyllyrea, Picconia, Schrebera en Tessarandra.
De olijffamilie was in het Cronquist-systeem (1981) in de orde Scrophulariales ondergebracht. In het APG II-systeem (2003) bestaat die orde niet en zijn deze planten geplaatst in de orde Lamiales.